# Rührei

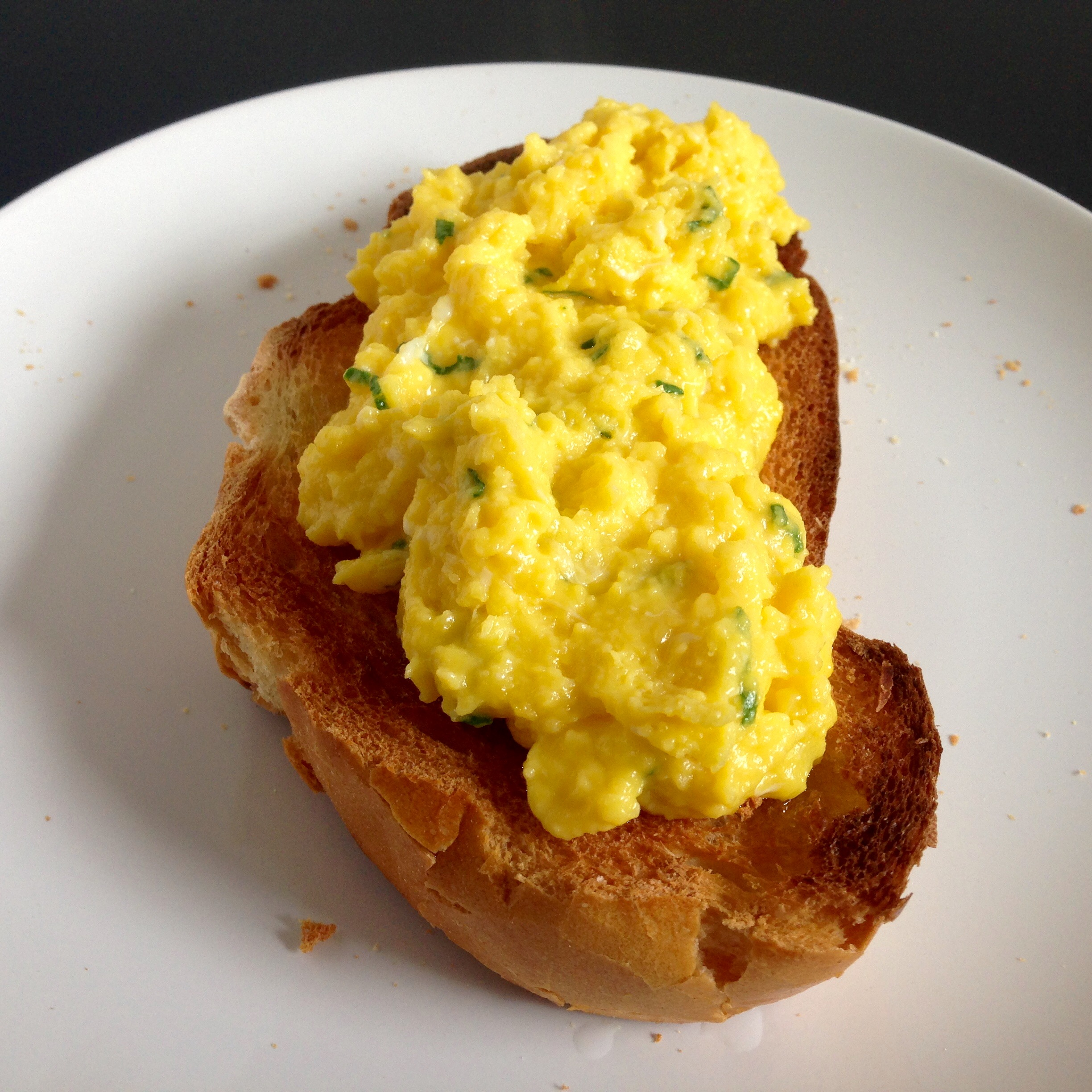
Rührei mit Schnittlauch auf geröstetem Brot

Rührei (bundesdeutsches und Schweizer Hochdeutsch) bzw. Eierspeis(e) (österreichisches Hochdeutsch) ist ein einfaches und herzhaftes Gericht aus Eiern, die in einer Pfanne gegart werden.

## Zubereitung
Zur Zubereitung werden rohe Eier aufgeschlagen, verquirlt und bei milder Hitze in Butter oder Pflanzenöl gestockt. Oft werden die geschlagenen Eier noch mit etwas Milch, Sahne, Wasser oder Crème fraîche vermischt, um das Rührei cremiger und lockerer zu machen. Alternativ können die Eier direkt in eine Pfanne mit zerlassener Butter geschlagen und während des Garens mit weiteren Zutaten vermischt werden. Je nach Vorliebe wird die Eiermasse durch Rühren, Wenden oder Schaben mit einem Pfannenwender gleichmäßig gegart. 
Durch dauerhafte Bewegung des Rühreis erhält es eine cremigere Konsistenz, durch selteneres Rühren ergeben sich größere Stücke und eine festere Konsistenz. Fertig ist das Rührei, wenn es gestockt, aber noch feucht und glänzend ist. Gesalzen wird das Rührei am besten einige Minuten vor dem Garen, damit es zarter bleibt und in der Pfanne nicht auswässert.
Dazu passen Kräuter wie Basilikum, Petersilie oder Schnittlauch, Brotwürfel, Käse, Pilze, Zwiebeln, auch Tomaten, Spinat und andere Gemüse sowie Speck, Schinken, Nordseekrabben oder Garnelen (Shrimps).
In der Gastronomie wird Rührei oft mit pasteurisierten Fertigerzeugnissen zubereitet, um die Zubereitung zu erleichtern und die Verbreitung von Salmonellen zu vermeiden.

## Zubereitung in Frankreich

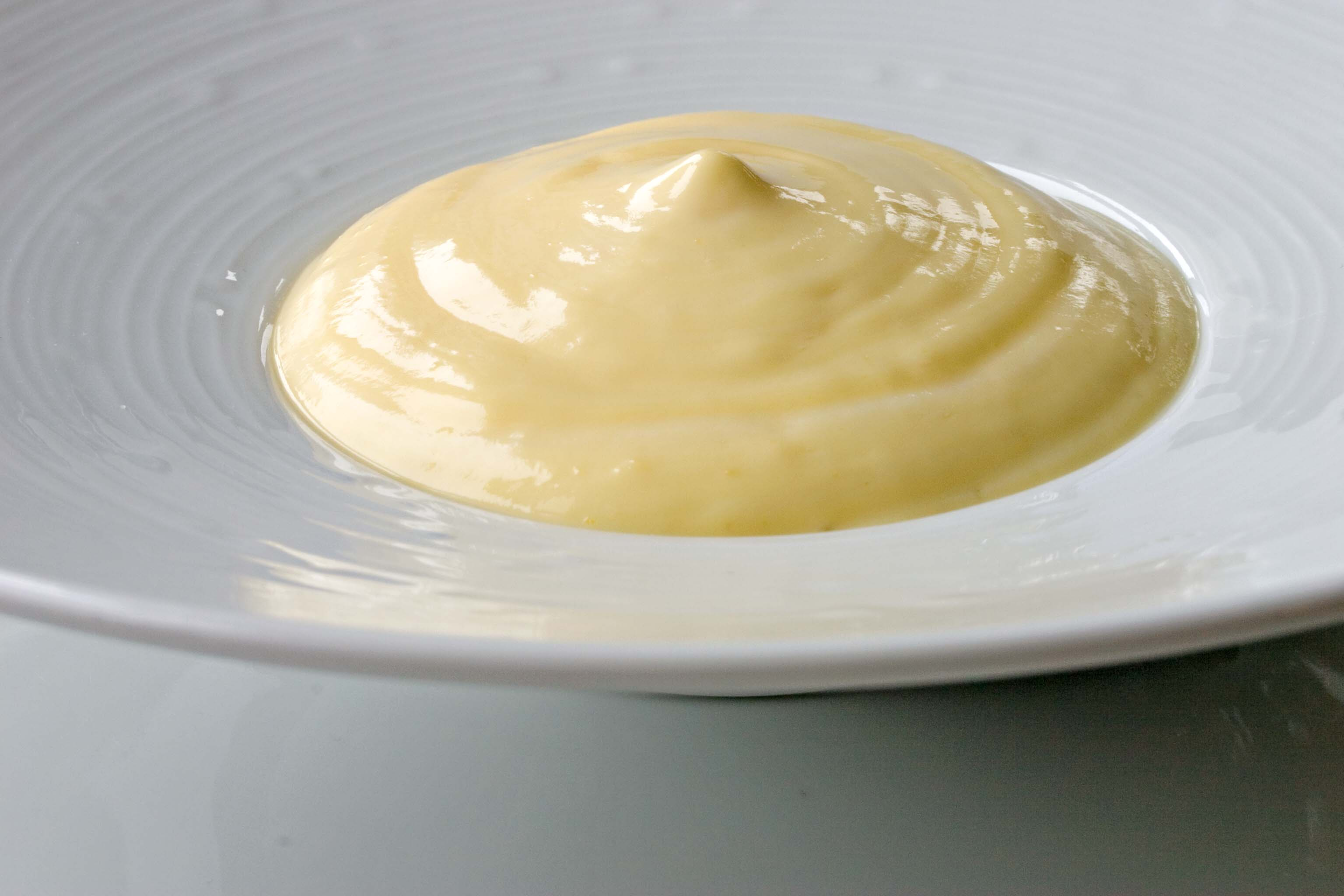
Rührei als Mousse auf französische Art

Die Zubereitung von Rühreiern in Frankreich wird häufig der Haute Cuisine zugerechnet und gilt als „höhere Kochkunst“. Sie werden zu einer Mousse aus Eiern, einem Fett (normalerweise Butter) und Salz verarbeitet, die ständig mit einem Quirl bei milder Temperatur eines Wasserbades gerührt werden, um zu binden; somit erhalten sie eine cremige und glatte Konsistenz. Ausgeführt wird, dass die Masse am Ende des Garvorgangs empfindlich sei und eine homogene Temperatur erfordere, damit die gerührte Eier-Emulsion die Textur einer Salbe beibehalte. Auguste Escoffier schrieb 1903 in seinem berühmten Kochbuch Le Guide culinaire: „Diese Zubereitung ist zweifellos die beste von denen, denen Eier ausgesetzt werden können, vorausgesetzt jedoch, dass der Gargrad nicht überschritten wird und dass alles weich und cremig bleibt.“